# VIRUS
『VIRUS』（ウイルス）は、1997年8月22日に発売された日本のSFアドベンチャーゲーム。ハドソン、セガ・エンタープライゼス、エイベックスの三社共同プロジェクトで、クリーチャーデザインには韮澤靖が参加している。

## 概要
CGとアニメを合成させたハイブリッド・ビジュアル、ハイブリッドアドベンチャーである。
シーン展開は基本的にクリック式のアドベンチャーパート、選択肢式のゲームブック的パート、ポリゴンによるダンジョンパート、アニメーションを使用したパトルパートによって構成されている。戦闘中のアニメでは3DCGモデルと2Dのアニメチックなキャラクターを混合させて表現させるという手法を採っていた。操作はカーソルでのクリックだけではなく、各パッドボタンによるショートカットが用意されている。

## ストーリー
22世紀。全面戦争により地球は汚染され、ごくわずかに生物が居住できる地域においても、シェルターの外では人類はサイボーグに生体改造しなくては生きていけない悲惨な状況となっていた。人類は地球、スペースコロニー、そして火星にドームを作りかろうじて生きている状態である。人類の希望は数百年かけて火星をテラ・フォーミングすることにあったが、しかし作業は遅々として進まず、現実はコロニーやドームといった閉鎖された世界、悪夢のような汚染された地球という現実の世界の中で暮らしている。
そして人類の唯一の生きがい、それはコンピュータによって巨大な仮想現実の世界を作り出し、その世界に特殊な機器を用いて精神を飛ばし（ダイブという）、その仮想世界の中で生活すること。その世界ではかつての地球はもとより、様々な歴史上の世界、SF・ファンタジー的な世界が用意され、その中で現実世界と同じように人々は交流し生活できるのである。その中では痛み、味覚など全ての感覚が神経を通して現実と同じように感じることができ、現実世界と全く区別がつかない。ただし、安全面も配慮されており、仮想現実の世界で怪我をしたり死んだとしても、強制的に現実に引き戻される（ライズする）ため、心理的ショックは受けるもののさしたる現実的なダメージは無く、仮想空間という新しい世界の中で人々は理想郷を手に入れたはずであった。
しかし、電脳ネットワークにおいて事件が起きた。ネットワークに接続した人物のデータを破壊、侵食、変化させるパラサイトウイルスの発生である。感染した人間は仮想世界において醜悪なモンスターとなり、他の人々を襲い、次々と感染を引き起こす。このウイルスに感染すると、ライズが出来ず、精神はモンスターとして仮想現実の中にとどまり、いずれは死に至り、現実の肉体も死亡する。
主人公、サージ・シャディックスは兄の率いる傭兵部隊ブルーメタル隊に所属していた。現実の世界において最強の部隊である。だがウイルスの発生を重く見た政府の依頼で仮想現実の世界に「ダイブ」し、ウイルスによって怪物と化した犠牲者と交戦。想像を絶する怪物との戦いの末、ブルーメタルはサージを残して全滅、兄は仮想世界の中で行方不明となってしまう。現実世界にかろうじてライズしたサージの前には、仮想世界で死んだため肉体も死んでしまった仲間、精神が今なお仮想世界で行方不明のため魂の抜け殻のようになり意識不明のままになった兄の姿があった。サージはウイルスによって殺された仲間たちに事件の解決を誓い、軍を辞め、仮想世界における犯罪を解決する組織STANDの調査官となり、恐るべき陰謀に立ち向かう。

## キャラクター
サージ・シャディックス
声 - 井上和彦
本作の主人公のSTAND捜査官。元ブルーメタル隊隊員。ブルーメタルはプロセシング・アライブ内のウイルス掃討戦にて壊滅する。その後、軍を除隊し電脳空間内で行方不明になった兄や仲間達を探すためネットエージェントに志願する。
エリカ・クレスフィールド
声 - 皆口裕子
本作のヒロインのSTAND捜査官。サージのパートナーを務める。ネット内の知識に詳しく、情報処理能力に長けている。前のパートナーの殉職に責任を感じている。
レオン・シャデックス
声 - 菅原正志
ブルーメタル隊の隊長でありサージの兄。ウイルス掃討戦において意識データが行方不明になり、現在においても意識が戻らない状態である。
ヘレン・ミラー
声 - 佐々木るん
レオンの恋人であり、ブルーメタルの隊員。ニュークボムを開発するなど優れた能力を持つ。ウイルス掃討戦において死亡。
メロディ
声 - 笠原弘子
電脳犯罪捜査局、STANDの専属AIオペレーター。システム設計をマクノートン博士、プログラムをアッシュが行っている。
アシュケナージ・シャンツォ
声 - 速水奨
STANDの研究員であり、理学博士、電脳工学修士、情報工学修士号を持つ。軍人嫌いであり、サージと対立することがある。
ベンゲル・フォン・ツァイネル
声 - 石田太郎
火星ネットを運営するツァイネル社の創始者。マクノートン博士と共にネットOS“NOAシリーズ”を開発。
ウォルフガング・ゲイリー
声 - 玄田哲章
火星電脳軍ネット災害対策部門責任者。火星電脳軍特殊技能開発研究所所長を経て現職へ至る。冷酷無比な性格で、STANDとは捜査件について対立している。
エイブラハム・マクノートン
声 - 小林清志
電脳犯罪者。知能指数230、18もの学位を持つ天才科学者。電脳空間、人工知能、遺伝子工学の権威である。ある事件以降、犯罪に手を染めるようになり起訴件数は75件。現在、電脳刑務所に服役中。
ドナ
声 - 佐久間レイ
ビジネスネット内でモデルをしているが、実は情報屋である。重要な情報を提供してくれるがその素性は謎である。
SCOW
声 - 甲斐田ゆき
STANDの司令官。人間ではなく肉体をもたず、意識データだけで存在しているリコライド。

## メディアミックス作品
大張正己原案で、角川書店『月刊少年エース』増刊『エースDASH』に漫画化作品が連載され、1997年10月から12月にかけて本作を原作とするアニメ作品がテレビ東京で放送された。タイトルは『VIRUS ‐ウイルスバスター・サージ‐』。同名の人物、企業などの一致点はあるが話の内容は全く別物である。戦闘時にはヴァリアブル・ギアと呼ばれる強化プロテクターを装着するという、アニメ独自の要素も導入された。なお、アニメ作品をベースとしたゲームがプレイステーションで発売された。
ポリグラムからVHSビデオ版、カルチュア・パブリッシャーズからDVD版が全4巻が発売された。

### 漫画化作品
ユナイト双児による作画で、後述のアニメ作品と共通設定であるが、細部に相違点が見られる。

### テレビアニメ

#### キャラクター・担当声優
- サージ - 三木眞一郎
- エリカ・チネン - 飯塚雅弓
- ミレイ・G・コールダー - 池澤春菜
- ジョウイチロウ・カブラギ - 檜山修之
- マーカス・A・ボガード - 難波圭一
- レイヴェン - 鈴置洋孝
- キム - 桑島法子
- リュウ/ブレインリザード - 矢尾一樹
- リリー・ペトリ - 根谷美智子
- リー・ユイリン・メイナス - 平松晶子
- ミラン・トゥレイン - 中尾隆聖
- ドナ - 折笠愛

#### スタッフ
- 監督・キャラクターデザイン - 大張正己
- シリーズ構成 - 相馬和彦、金子二郎、STUDIO G-1
- メカデザイン - まみやなつき
- 美術監督 - 吉原俊一郎
- 撮影監督 - 大瀧勝之
- 音響監督 - 亀山俊樹
- 音楽 - 大森俊之
- アニメーションプロデューサー - 梅原勝
- プロデューサー - 馬渡智子、猪股一彦、青木建彦
- アニメーション制作 - PLUM
- 製作 - 未来計画、ポリグラム、創通映像

#### 主題歌
オープニングテーマ「Rainy day and day」
作詞・作曲 - 降谷建志 / 編曲・歌 - Dragon Ash
エンディングテーマ「Heavenly Blue」
作詞 - 柚木美祐 / 作曲 - 来生たかお / 編曲 - 柿崎洋一郎 / 歌 - 高野蘭
挿入歌「さよならの街で」（第5話）
作詞 - 柚木美祐 / 作曲 - 来生たかお / 編曲 - 柿崎洋一郎 / 歌 - 高野蘭
挿入歌「INVITATION」（第10話）
作詞・作曲 - 降谷建志 / 編曲 - Dragon Ash、土方隆行 / 歌 - Dragon Ash
テーマソング「true gate」
歌 - Favorite Blue

#### 各話リスト
| 話数   | サブタイトル            | 脚本                         | 絵コンテ          | 演出           | 作画監督                   | 放送日         |
| ------ | ----------------------- | ---------------------------- | ----------------- | -------------- | -------------------------- | -------------- |
| 第1話  | CUTTHROAT PUPPETS       | 大張正己 金子二郎            | 大張正己          | 大張正己       | 大張正己                   | 1997年 10月2日 |
| 第2話  | THE PATH VIA HELL       | 大張正己 金子二郎            | 都留稔幸          | 谷口悟朗       | 木﨑文智                   | 10月9日        |
| 第3話  | WE STAND ALONE          | 水上清資 大張正己 反田誠二   | 大張正己          | 殿勝秀樹       | 植田洋一                   | 10月16日       |
| 第4話  | DEEP DOWN EXPOSURE      | 水上清資                     | まついひとゆき    | まついひとゆき | 浜崎賢一                   | 10月23日       |
| 第5話  | INCUBATING THE SUCCUBUS | 浅井健吾                     | 中沢一登          | 村山靖         | 前田明寿                   | 10月30日       |
| 第6話  | BEHOLD CHANGE OR DIE    | 反田誠二 大張正己 金子二郎   | 大張正己          | 木下ゆうき     | 木下ゆうき                 | 11月6日        |
| 第7話  | ANOTHER BOY MISSING     | 都留稔幸 水上清資 大張正己   | 都留稔幸          | 都留稔幸       | 浜崎賢一                   | 11月13日       |
| 第8話  | BEHOLD CHANGE OR DIE II | 反田誠二 大久保智康 大張正己 | 中沢一登          | 花井信也       | 植田洋一 田口広一          | 11月20日       |
| 第9話  | REACTIVATE THE BODY     | 反田誠二 水上清資 大張正己   | 松尾慎            | 富岡隆司       | 木崎文智                   | 11月27日       |
| 第10話 | THE STRUGGLE WITHIN     | 反田誠二 水上清資 大張正己   | 岡尾貴洋          | 喜屋武泥鈴木   | 喜屋武泥鈴木               | 12月4日        |
| 第11話 | BLEND THE STRENGTH      | 反田誠二 大久保智康 大張正己 | 阿蒜晃士          | まついひとゆき | 紺野直幸 石川慎亮          | 12月11日       |
| 第12話 | TO HAVE AND TO HOLD     | 大張正己 反田誠二 金子二郎   | 大張正己 阿蒜晃士 | 大張正己       | 大張正己 木崎文智 神戸洋行 | 12月18日       |

### ゲーム化作品

#### ゲームモード

##### ストーリーモード
サージ又はエリカをプレイキャラクターに選択をして全9ステージをクリアする。NORMALモードとHARDモードがある。

###### ステージ構成
プレイキャラクターにサージを選択した場合とエリカを選択した場合で若干ステージ構成が異なる。またステージ分岐でどちらかを選択する必要がある。
- (エリカのみ)生化学プラント
- ツァイネル本社
- デプスパイル／メモリーバンク
- ネオ女人街
- 第10号開発強化地区／レイザーパック格納庫
- （サージのみ）人格エミュレーター
- STAND本部
- ダイヤモンドパック
- ネオ香港宇宙空港
- ヘリオラブ

##### 対戦モード
1人用のCOM対戦と2人用の2P対戦があり、プレイアブルキャラクター（サージ／エリカ）以外にHARDモードで既に倒した敵キャラクターを選択できる。

#### ゲームオリジナルキャラクター
- カレン・エリザベス・ハートマン

#### 主題歌
オープニングテーマ「MICROWAVE MAN」
歌 - Down By 4
エンディングテーマ「BURNING IN MY EYES」
歌 - Down By 4